# 萊薩蒂馬山
萊薩蒂馬山(英語：Mount Satima)是肯雅的山峰，位於東非大裂谷東側的阿伯德爾山脈北端，海拔高度3,999米，是該山脈的最高峰和肯雅的第三大高山。

## 外部連結
- Weather for Oldoinyo Lesatima at weather.excite.co.uk